# Start a Fire
«Start a Fire» (Разожги огонь) — песня в исполнении азербайджанской певицы Диляры Кязимовой, с которой она представила Азербайджан на конкурсе песни «Евровидение-2014», который прошёл в Копенгагене, Дания.
Песня была выбрана 16 марта 2014 года. Авторами музыки и слов являются Стефан Ёрн, Йохан Кронлунд и Алессандра Гонтхардт.
В песне использован народный музыкальный инструмент балабан, показанный также в видеоклипе песни.
17 апреля Диляра Кязымова выпустила версию песни на родном азербайджанском языке. Название азербайджанской версии «Start a Fire» — «Bir qığılcım» (рус. Одна искра). По словам исполнительницы, она мечтала создать такой вариант песни с той минуты, когда впервые её услышала. По словам Кязимовой «Start a Fire» — это песня с глубоким смыслом, а «история, описанная в ней, очень близка ей и её стране».

## Список композиций
| №  | Название                                 | Длительность |
| -- | ---------------------------------------- | ------------ |
| 1. | «Start a Fire» (Full Eurovision Version) | 2:59         |
| 2. | «Start a Fire» (Eurovision 2014)         | 3:01         |
| 3. | «Start a Fire» (Karaoke Version)         | 2:59         |